# Animatore digitale
Nel sistema scolastico italiano, l'animatore digitale è un docente che, insieme al Dirigente scolastico e al Direttore dei servizi generali e amministrativi, ha il compito di coordinare la diffusione dell'innovazione digitale. Il ruolo dell'animatore digitale si colloca nell'ambito delle azioni previste dal Piano triennale dell'offerta formativa, PTOF, e dal Piano nazionale scuola digitale, PNSD.

## Caratteristiche

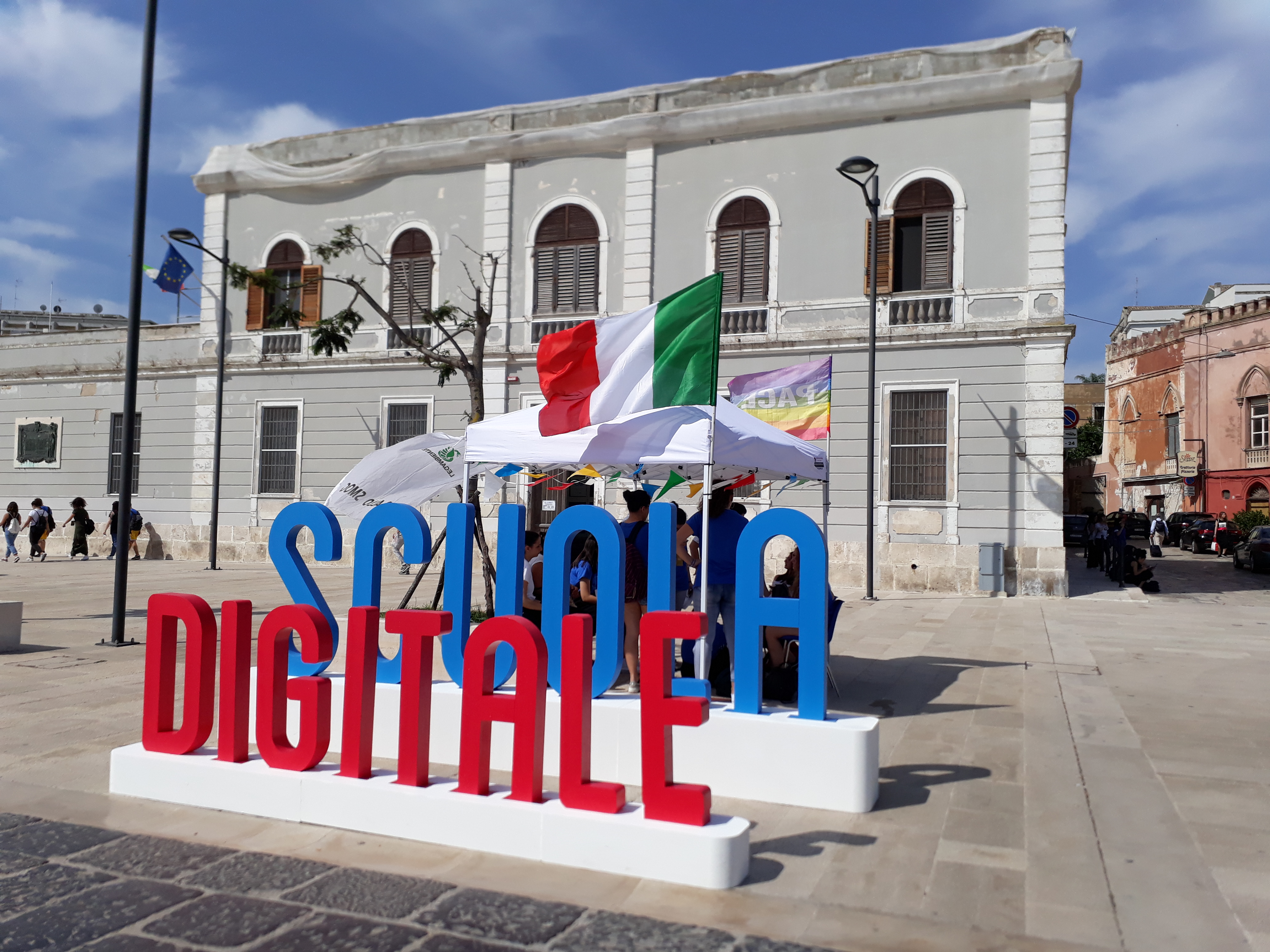
PNSD

La figura dell'animatore digitale è stata introdotta dall'Azione #28 del PNSD nel 2015.
L'animatore digitale deve essere un docente interno all'istituzione scolastica (preferibilmente di ruolo, per ragioni di continuità) e possedere comprovate conoscenze informatiche e tecnologiche. Il Dirigente Scolastico, per il reclutamento di questa figura, può tenere in considerazione eventuali ulteriori requisiti (aver già ricoperto in passato l'incarico di animatore digitale, oppure aver fatto parte del team digitale, o aver conseguito attestati di formazione specifici per la figura richiesta).
L'incarico triennale di animatore digitale è conferito dal Dirigente scolastico previo parere del collegio dei docenti.
Ogni anno viene erogato ad ogni istituzione scolastica un contributo pari a 1000 euro, vincolato all'effettiva realizzazione di attività coerenti con le azioni del PNSD e che può essere utilizzato per la retribuzione dell'animatore digitale.

## Funzioni
L'animatore digitale deve seguire un percorso formativo riguardante gli ambiti e le azioni del PNSD. Il percorso è scelto da una commissione interna a ogni Ufficio scolastico regionale sulla base dei progetti formativi presentati dalle singole istituzioni scolastiche, almeno uno per provincia.
Al termine della formazione l'animatore digitale presenta un progetto, che deve essere approvato dal collegio docenti e dal consiglio d'istituto. Il progetto si inserisce nel PTOF e viene pubblicato sul sito della scuola in modo da essere oggetto di monitoraggio durante l'incarico dell'animatore.
L'animatore digitale si occupa di coordinare la formazione interna, partendo dall'individuazione dei bisogni rispetto agli ambiti del PNSD (strumenti, curricolo, formazione). Organizza laboratori formativi sull'uso delle nuove tecnologie nella didattica e propone corsi di aggiornamento per potenziare le competenze digitali di docenti e amministrativi. Individua soluzioni adatte alle esigenze della scuola gestendo le dotazioni tecnologiche esistenti e potenziandole.
Uno dei compiti dell'animatore è quello di favorire la partecipazione attiva degli studenti ai workshop e altre attività anche aperte alle famiglie, e ad altri attori del territorio. 
Sul sito istituzionale della scuola, l'animatore gestisce lo spazio dedicato al PNSD che serve per informare la comunità sulle attività della scuola, pubblicizzarne le attività e sensibilizzare la comunità sui temi di cittadinanza digitale, sicurezza, uso dei social network, educazione ai media, cyberbullismo.